# Interstate 76 (Ohio–Nova Jérsia)
Interstate 76 (I-76) é uma rodovia interestadual leste-oeste no leste dos Estados Unidos, passando por Ohio, Pensilvânia e Nova Jérsia. A rodovia percorre aproximadamente 701,13 km (435,66 milhas) de um atravessamento com a I-71 a oeste de Akron, Ohio, a leste da I-295 em Bellmawr, Nova Jérsia. Essa rota não é contígua à I-76 no Colorado e em Nebraska.
Logo a oeste de Youngstown, a I-76 se junta à Ohio Turnpike e segue pelo lado sul de Youngstown. Na Pensilvânia, a I-76 atravessa a maior parte do estado na Pennsylvania Turnpike, passando perto de Pittsburgh e Harrisburg antes de deixar a rodovia em Valley Forge. Em Valley Forge, a I-76 se torna a Schuylkill Expressway, eventualmente entra na Filadélfia e cruza a Walt Whitman Bridge em direção a Nova Jérsia. Depois de apenas cerca de 4,8 km em Nova Jersey, a I-76 chega ao seu terminal leste, embora a rodovia continue como Route 42 e Atlantic City Expressway (A.C. Expressway) até Atlantic City.